# 노르말 농도
노르말 농도(Normality)는 염의 화학적 성질을 돋보이게 해준다. 용액에서, 염은 별개의 반응적인 종들(H+, Fe3+, 또는 Cl-와 같은 이온들)로 분리된다. 노르말농도는 한 용액에서 다양한 이온 농도들간의 차이를 설명해준다. 예를 들어, MgCl2 와 같은 염의 경우, 여기에는 Mg2+의 총 몰 수 당 Cl- 은 두배의 몰 수가 있어서, Cl- 의 농도는 2 N 이라고 한다(투 노멀). 더 나아간 예들이 아래에 있다. 노르말농도는 어떤 용액에서 용질의 농도를 말하기도 한다. 한 용액의 노르말농도는 그 용액 1 리터당 용질 당량 무게의 수를 말한다. 노르말농도의 정의는 계획된 정확한 반응에 의한다.
예를 들어, 염산(HCl)은 단일 양성자 산이므로 1 몰은 1 당량을 가진다. HCl 산 1M 수용액 1 리터는 36.5 g의 HCl을 포함한다. HCl의 1 N (원 노멀) 수용액 이라고 부른다. 다음의 공식을 따라서 구할 수 있다.
노르말농도, N = 당량수/수용액의 리터

## 정의
1 노멀은 용액 1 리터당 용질이 1 당량이 있다는 것이다. 당량의 정의는 화학반응의 종류에 의해 다양하다-그 종류는 산, 염기, 산염기 분자, 침전 예정인 이온들을 의미할 수 있다.
사용
노르말농도는 전체 용질중에 포함된 한 가지 이온만을 측정한다는 것을 주목하는 것이 중요하다. 예를 들어, 어떤 사람은 수산화나트륨의 수용액에서 나트륨 혹은 수산화물의 노르말농도를 결정할 수는 있지만, 수산화나트륨 자체의 노르말농도를 의미하지는 않는다. 그럼에도 불구하고 산이나 염기 용액을 설명할 때 자주 사용되는데, 이 경우에는 노르말농도가 H+ 또는 OH− 이온을 가리킨다는 것으로 해석된다. 예를 들어, 2 노멀 황산(H2SO4)은 H+ 이온의 노르말농도가 2라는 것을 의미하거나, 황산의 몰 농도가 1이라는 것을 의미한다. 비슷하게 1 몰의 H3PO4에서 노르말농도는 3인데, 이것은 PO43- 의 총 몰에 대하여 세배의 H+ 이온을 포함한다는 것이다. 노르말 농도를 정확하게 구하기 위해서는 당량 (equivalence factors)를 정확하게 구해야 하는데, 이 값은 반응 환경에 따라 각기 다르게 산출된다.
0.1 N KIO3 ; feq(KIO3) = 1/6
0.05 N KIO3 ; feq(KIO3) = 1/4
와 같이 계산되는 모호성 때문에 국제 순수·응용 화학 연합과 NICS는 더이상의 노르말 농도의 사용을 권장하지 않는다[1].

## 참고
- https://web.archive.org/web/20110726000000/http://old.iupac.org/publications/analytical_compendium/Cha06sec3.pdf